# ...та інші офіційні особи
«...та і́нші офіці́йні осо́би» (рос. ...и другие официальные лица) — російський радянський художній фільм 1976 року.

## Стислий зміст
В основі сюжету — буденний випадок із практики зовнішньоторгових організацій — укладення торгової угоди із зарубіжною фірмою. Ділові відносини щільно переплітаються з особистими, і перебіг подій в корені змінюється…

## У ролях
- В'ячеслав Тихонов — Костянтин Павлович Іванов
- Ірина Мірошниченко — Інна
- Анатолій Грачов — Толкунов
- Всеволод Санаєв — Астахов
- Ернст Романов — Ілля Казимирович Зуєв
- Всеволод Якут — Дон-Хуан Мігель де Караско
- Гуннар Килгас
- Лев Дуров — Висотін
- Олександр Галибін — Юра
- Лев Круглий
- Микола Волков-ст. — батько Іванова
- Євгенія Ханаєва — Зинаїда Петрівна
- Михаїл Данилов — Толкунов
- Вітаутас Паукште
- Галина Чигинська
- Гунар Килгас
- Ольга Анохіна
- Віктор Камаєв

## Знімальна група
- Режисер-постановник: Семен Аранович
- Автор сценарію: Олександр Горохов
- Оператор-постановник: Генріх Маранджян
- Композитор: Олег Каравайчук
- Художник-постановник: Ісаак Каплан
- Звукорежисер: Ігор Вигдорчик
- Монтаж: Раїса Ізаксон